# Thomer-la-Sôgne
Thomer-la-Sôgne är en kommun i departementet Eure i regionen Normandie i norra Frankrike. Kommunen ligger i kantonen Damville som tillhör arrondissementet Évreux. År 2018 hade Thomer-la-Sôgne 344 invånare.

## Befolkningsutveckling
Antalet invånare i kommunen Thomer-la-Sôgne
Referens:INSEE